# كابيتيلو
كابيتيلو (بالإيطالية: Capitello)‏ هي قرية صغيرة (فراتسيوني) تابعة لبلدية إسباني في مقاطعة سلرنو، بمنطقة كمبانية، جنوب إيطاليا، اعتبارا من عام 2009 وصل عدد سكانها إلي 626 نسمة.